# 卵サンドイッチ
卵サンドイッチ（たまごサンドイッチ）は、卵を具材にしたサンドイッチの総称。具の卵が、目玉焼き、スクランブルエッグ、スライスしたゆで卵、マヨネーズで和えた卵サラダであるものなど、いくつかの種類がある。呼称については卵サンドとも略されるほか、4番目のケースでは卵サラダサンドイッチと呼ばれる場合がある。

## 歴史
第二次世界大戦中に肉の配給が一時停止されたため、セントルイスにあるホワイトキャッスルというレストランのマネージャーが、卵焼きサンドイッチというファストフードを紹介した。しかし、この料理は人気がなく、肉の配給が再開されるとすぐに捨てられてしまった。ファストフードレストランでは、1971年にカリフォルニア州サンタバーバラにあるマクドナルドによってエッグマクマフィンが発明されるまで、卵料理の提供が行われなかった。

## 種類

### 卵焼きサンドイッチ

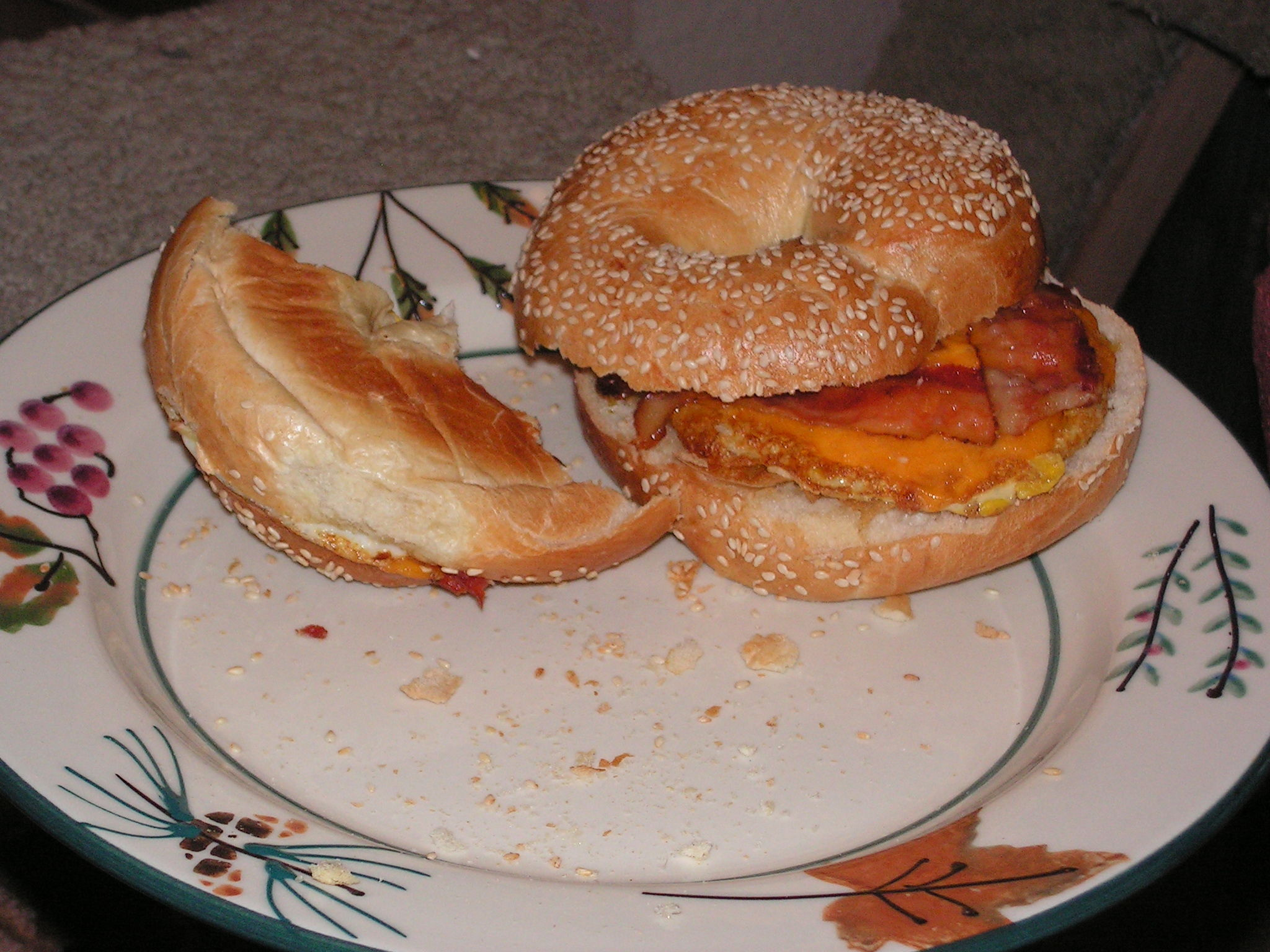
ごまベーグルに卵とベーコンとチーズを挟んだ卵焼きサンドイッチ（食べかけ）

スライスしたパンに卵焼きを挟むという基本的なものだけでなく、ベーコン、ソーセージ、チーズなどを加えたり、またはハンバーガーのトッピングとしてのバリエーションもある。例えば、アメリカ・ニュージャージー州で人気のある朝食向きのサンドイッチは、卵焼き、ポークロール、アメリカンチーズロールで構成されている。卵焼きサンドイッチにチーズ、ベーコン、アボカドを追加すると、サウザンエッグサンドイッチとなる。
少なくとも第一次世界大戦以来、イギリス軍で人気のある軽食「卵バンジョー」は、2つの厚いパンの間に目玉焼きを挟んだサンドイッチである。卵バンジョーには可能であればバターかマーガリンを塗る。卵バンジョーの語源は、サンドイッチからこぼれた卵を払う行為とサンドイッチを片手で横に持つ様子が、目に見えないバンジョーを演奏するようであったからだという。

### ゆで卵サンドイッチ
1905年のイギリスの料理本には、スライスした半熟卵を油、酢、塩、コショウでマリネしたものと刻んだクレソンを挟んだ卵サンドイッチが記載されている。また、「卵とチャツネのサンドイッチ」は、チャツネとみじん切りのゆで卵から作られている。ゆで卵をたたいて滑らかなペーストにし、アンチョビとマスタードで味付けした卵クリームサンドイッチもある。一般的には、ゆで卵をマヨネーズ、塩、黒こしょうと混ぜて、通常「卵スプレッド」「卵マヨ」「卵マヨネーズ」と呼ばれるものが 卵サンドイッチの典型的な具として使われる。
日本では、2017年上半期頃よりゆで卵とタルタルソースを大量に使用したサンドイッチが「デビルサンド」と呼ばれて話題となっている。

### 卵サラダサンドイッチ

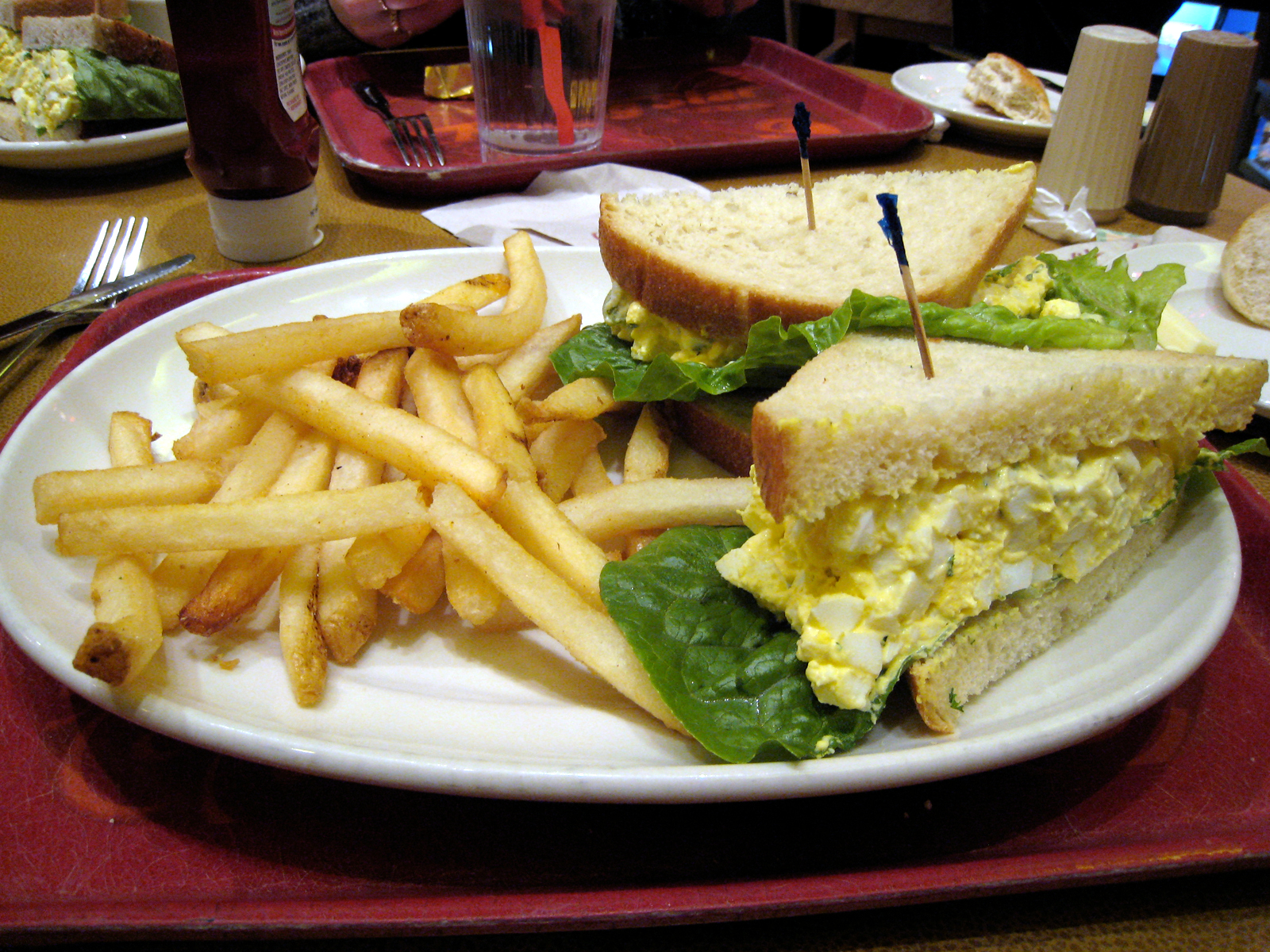
卵サラダサンドイッチとフライドポテト

アメリカでは、卵サンドイッチの具として卵サラダを使用することが一般的である。